# Soera Sheba
Soera Sheba is een soera van de Koran.
De soera is vernoemd naar de bewoners van Sheba (Saba) (aya 15) die om hun ondankbaarheid vergolden werden. Ook de profeten Dawud en Suleyman en de gunsten die zij ontvingen van God worden genoemd.

## Bijzonderheden
Aya 6 zou zijn geopenbaard in Medina. De vergelding die genoemd wordt, is een dam die breekt, een gebeurtenis die rond 550 plaatsvond bij de Ma'ribdam. Hierdoor stortte het irrigatiesysteem van Jemen in elkaar.